# 宇宙科学博覧会
宇宙科学博覧会（うちゅうかがくはくらんかい 英：Space Science Exposition）は、東京都江東区・品川区で開催された宇宙開発をテーマとした博覧会。1978年から1979年にかけ2期に分け開催された。

## 概要
1977年に京都で開かれる「生命の起源国際会議」の後援となった日本科学協会が1976年にアメリカ航空宇宙局（NASA）のバイキング計画チームと接触し一般向け公開講演会を要請した際、バイキング計画のカメラや予備機などを日本に持ち込む可能性を示唆されたことをきっかけに宇宙開発をテーマとした博覧会を立案、日米の宇宙科学の発展や現状・未来構想を通じ日本の宇宙科学技術の振興・発展に寄与し青少年へ宇宙科学の平和利用を継承させ国際間の友好関係に貢献することを目的に1978年7月から1979年1月まで第1期を開催。
閉会後、非来場者や稲村佐近四郎総務長官からの再実施の要望や、展示内容が国際児童年の趣旨にふさわしいとの意見を受け、児童権利宣言の精神に則り宇宙科学技術のもたらす利益や宇宙開発による未来を世界中のどの子供にも享受できるよう真剣に考える事を目的に1979年3月から9月まで第2期「国際児童年協賛宇宙科学博覧会」が開催された。
- シンボルマーク：無限の宇宙を表す紺色の円形をベースとして地球を示す青色の丸を中心に据え宇宙への広がりの可能性を3つの白い楕円弧の帯で表した。
- マスコットマーク：内側に日本人が古来からの月面のイメージとして空想したウサギの餅つきをイメージしたヘルメットを被ったウサギと3つの星をあしらい、外周に「SPACE EXPO」のロゴを2つ連ねた。

第1期「宇宙科学博覧会」（SPACE EXPO'78）
- 開催期間：1978年（昭和53年）7月16日 - 1979年（昭和54年）1月15日
- テーマ：宇宙-人類の夢と希望（SPACE-DREAM AND HOPE FOR HUMANITY）
- 入場料
  - 当日券：大人1500円、大学生・シルバー1200円、中高生800円、小学生400円、幼児100円
  - 前売り・団体券：大人1200円、大学生・シルバー（65歳以上）1000円、中高生650円、小学生300円、幼児100円（3歳以上・大人1人につき1人無料）
  - 団体は20名以上、31人以上で添乗員1名無料

第2期「国際児童年協賛宇宙科学博覧会」（SPACE EXPO'79）
- 開催期間：1979年（昭和54年）3月24日 - 1979年（昭和54年）9月2日
- テーマ：宇宙-人類の夢と希望 わが子への愛を世界のどの子にも
- 入場料 - 国際児童年に因み小中学生の料金を半額に値下げした。
  - 一般券：大人1500円、大学生・シルバー（65歳以上・身障者）1200円、高校生800円、中学生400円、小学生200円、幼児100円
  - 団体券：大人1200円、大学生・シルバー1000円、高校生650円、中学生300円、小学生150円、幼児100円

## 組織
- 主催：宇宙科学博覧会協会
- 特別援助：日本船舶振興会
- 特別協賛：日本海事科学振興財団
- 後援
  - 共通：総理府、科学技術庁、外務省、文部省、通商産業省、運輸省、郵政省、建設省、自治省
  - 第1期のみ：東京都教育委員会
  - 第2期のみ：法務省、厚生省、農林水産省、労働省、警察庁
- 協賛：国立科学博物館、宇宙開発事業団、東京大学宇宙航空研究所、国立極地研究所（第2期のみ）
- 協力（第2期のみ）：47都道府県教育委員会

協会役員
- 名誉会長：福田赳夫（第1期）、大平正芳（第2期）いずれも当時内閣総理大臣
- 名誉顧問
  - 第1期：園田直（外務大臣）、砂田重民（文部大臣）、河本敏夫（通産大臣）、福永健司（運輸大臣）、服部安司（郵政大臣）、櫻内義雄（建設大臣）、加藤武徳（自治大臣）、稲村佐近四郎（総理府総務長官）、熊谷太三郎（科学技術庁長官）
  - 第2期：三原朝雄（総理府総務長官）、古井喜実（法務大臣）、園田直（外務大臣）、内藤誉三郎（文部大臣）、橋本龍太郎（厚生大臣）、渡辺美智雄（農水大臣）、江崎真澄（通産大臣）、森山欽司（運輸大臣）、白浜仁吉（郵政大臣）、栗原祐幸（労働大臣）、渡海元三郎（建設大臣）、渋谷直蔵（自治大臣）、金子岩三（科学技術庁長官）
- 会長：笹川良一（日本船舶振興会会長）
- 理事長・組織委員長：茅誠司（日本科学協会会長）
- 事務総長：田坂鋭一（全国モーターボート競争施行者協議会会長）
- 常任理事：朝田静夫（全日本航空事業連合会会長）、小林與三次（日本テレビ放送網社長）、金子智一（日本ユースホステル協会会長）、藤吉男（全国モーターボート競争会連合会副会長・1978年3月11日就任）、田坂鋭一
- 組織委員会副委員長：吉識雅夫（学術審議会会長）

## パビリオン・施設
1号館（日本館）
- 世界の宇宙開発の歴史 - 導入部として宇宙科学と人類の関わり合いの歴史を解説する。1957年のスプートニク打ち上げから開発中のスペースシャトル計画に至るまでの歴史を紹介。
- 宇宙と日本の衛星 - 日本初の人工衛星「おおすみ」を打ち上げたラムダ4Sロケットを中心に、日本の人工衛星のすべてを宇宙空間を模した展示空間で飛行している姿を再現し展示する。また映像と追跡管制室のシミュレーターで人工衛星打ち上げから追跡・管制までのシステムを解説する。発射台付きのラムダ4S、追跡管制室模型、日本の人工衛星13基を紹介。
- 宇宙の観測 - 日本の宇宙観測に関する科学技術をオーロラ観測研究・X線星探査研究を中心に展示。スペースチェンバー模型・S-210ロケット・CORSA-B模型などを配置。
- 宇宙の利用 - 気象・通信・放送衛星などの実用衛星を展示し、宇宙科学技術と実生活の関わり合いを認識させる。
- 日本のロケット - 初期のペンシルロケットからNロケットに至るまでの国産ロケットの変遷と役割や成果を解説、打ち上げや3段式ロケット切り離しの模様も紹介。
- 科学技術の力によって開かれる宇宙の神秘 - 宇宙の平和利用の未来構想をイラストパネルで紹介する。
- 第2期においては、ラムダロケットを屋外に移設し、Nロケット打ち上げ再現ジオラマの規模拡大や日本の人工衛星紹介コーナーでの科学衛星「はくちょう」の追加、子供たちの未来の宇宙の夢を繰り広げる「ぼくの夢わたしの夢」コーナーを追加し、紹介の明確化などの変更が加えられた。

2号館（アメリカ館）
- 宇宙飛行の開拓者たち - 宇宙科学を育んだ人間の飛行する願望をイカロスやレオナルド・ダ・ヴィンチのグライダーやモンゴルフィエ兄弟の気球飛行といった古人の知恵やアイデアを立体展示で紹介し、ロバート・ゴダードのロケット開発やフォン・ブラウンのオーディオ付き展示で初期のロケットを解説する。
- 1人乗り宇宙船計画（マーキュリー計画） - アメリカ初の有人宇宙船マーキュリー計画に参加した宇宙飛行士の切り抜きや帰還宇宙船を展示しする。
- ロケットとは何か - レッドストーンからサターン5までのアメリカの宇宙ロケット模型やエンジンを展示しロケットの原理をわかりやすく解説する。
- 2人乗り宇宙船計画（ジェミニ計画） - 宇宙遊泳やドッキングを果たしたジェミニ宇宙船と宙に浮いた宇宙飛行士のモデルで宇宙遊泳を再現し、VTRで実際の宇宙遊泳の様子を紹介する。
- 3人乗り宇宙船計画（アポロ計画） - アポロ帰還司令船や月面車、月面の映像を取り上げるVTR展示を展開。またソ連ソユーズとのドッキングをパネル展示で紹介する。
- 初の宇宙ステーション計画（スカイラブ計画） - スカイラブ計画の宇宙ステーション内部を再現し、中空に浮かぶ宇宙飛行士の切り抜きパネルで無重力状態を演出しVTRで宇宙生活を紹介する。
- 火星探査計画（バイキング計画） - バイキング計画での火星飛行や無人探査の模様をバイキング着陸機模型を置いたドーム型の「バイキング劇場」で上映する。
- 新宇宙輸送システム（スペースシャトル計画） - スペースシャトル風洞実験模型を中心に、イラストパネルを環状に配置し宇宙開発の未来とともに紹介する。
- 第2期においては、主に順路に従いながらアメリカの宇宙開発の進歩を分かりやすくする形とし、バイキング周回機やジェミニパラグライダー、発射台付きスペースシャトル模型、スペースコロニーのイメージなどを追加し実機・模型・VTRによる多重展示方式をとった。

3号館（アポロ劇場）
- 360度の6面パノラマスクリーンを用いてサターンVの打ち上げから地球帰還までを上映し、月面着陸のシーンは劇場内の中央に実物大の着陸船モデルを降ろし宇宙飛行士が降り月面への第一歩を再現し船外活動を経て地球へ帰還し太平洋への着水までを表現した約15分間のパフォーマンスを展開。
- 第2期においては1期での順番待ちの長期化を踏まえ上演時間を5分短縮し、詩的で難解な表現を避け小学生にも理解しやすい形へ映像とシナリオを全面改訂した。

4号館（宇宙博ホール）
- 高さ23m・幅30mの大スクリーンと6チャンネルステレオでフランシス・トンプソン社とコンチネンタルオイルによる最新のIMAX方式の映画「人は大空へ」（en:To Fly!）を上映。気球・複葉機・ハンググライダー・ジェット機などが大空を駆け回る姿を臨場感豊かに描いた。この他Nロケットの映像も35mmフィルムから変換の上でIMAX上映された。

船の科学館
- 3階展示場
  - プロローグ（宇宙へ） - 大宇宙から銀河系・太陽系や惑星の構造や特徴をパネル展示する。
  - 月面のなぞをさぐる - 月世界を模した空間にアポロ16号の持ち帰った月の石の展示やアポロ計画で持ち帰った月の石の採取地点の紹介を行った。
  - やまと隕石 - 日本の南極観測隊が発見した隕石を中心に、アメリカで保存された隕石と合わせ南極圏の雰囲気を模して展示する。
  - リモートセンシング - ランドサットや航空機観測の観測からリモートセンシングの原理や技術を紹介する。
- 1階ホール - 映写ホール・講演会場として使用。
- プール - 夏季の付帯施設として静水・回流プール両施設、冬季に静水プールのみをスケート場として使用。夏季プール営業は1期7月16日から9月17日に112,006人・2期7月1日から9月2日に63,936人、冬季スケート営業は1期12月1日 - 1月15日に5,664人が利用。

ロケット広場
- アメリカからサターンIB・レッドストーン・アトラスロケット、日本からNロケット・M-3Hロケットの実物が展示され、第2期では日本館で展示されていたラムダ4Sを移設。
- スペースドーム（1期）/国際児童年ドーム（2期）
  - 1期では気象衛星ひまわりの撮影写真の配布やアマチュア無線衛星オスカー8号の紹介を実施。
  - 2期では国際児童年に関連し国連児童権利宣言の解説や世界の子供達の写真パネルを展示。

その他施設
- メインゲート
- 団体ゲート
- レストラン（2ヶ所）
- 軽食店（3ヶ所）
- 売店（5ヶ所）
- 総合案内所
- 消防車庫
- 催し物ステージ・観客スタンド
- バス発着所
- 水上バス発着所
- 南極観測船「宗谷」 - 2期途中から公開、635,887名が入場。

## 沿革
開催準備
- 1976年
  - 10月18日 - 日本科学協会理事会が宇宙科学博覧会開催を議決。
- 1977年
  - 1月19日 - アメリカ航空宇宙局（NASA）から出品受託の書簡が到着。
  - 5月14日 - 日本船舶振興会・日本科学協会の笹川良一会長が渡米、NASA長官を訪問し博覧会への協力を要請。
  - 6月8日 - 準備事務局設置。
  - 8月12日 - コンサルティング業務覚書を締結。
  - 9月28日 - 第一回組織委員会開催。
  - 11月24日 - 第一回学術専門委員会開催。
- 1978年
  - 2月1日 - 宇宙科学博覧会協会設立。第一回理事会開催、日本船舶振興会が宇宙博への資金援助を認可。
  - 2月16日 - 東京都と13号地の埋立地賃貸借契約を締結。
  - 2月18日 - 展示品第一号としてジェミニ11号帰還宇宙船を搬入。
  - 2月24日 - 開催記者発表会開催。
  - 3月1日 - 起工式・会場地鎮祭開催。
  - 5月1日 - サターン1Bロケット引渡式実施。
  - 5月16日 - 福田赳夫総理大臣が名誉会長に就任。
  - 6月8日 - ワシントンDCにて月の石引渡式を実施。
  - 6月13日-16日 - ユージン・サーナン宇宙飛行士が東京・名古屋・大阪で講演会を実施。
  - 7月8日 - オープニングパレードを新宿で開催。

第1期「宇宙科学博覧会」
- 1978年
  - 7月15日 - 常陸宮夫妻台臨のもと開会式を挙行、笹川協会長、茅理事長、総理大臣代理の福永健司運輸大臣、アラン・ラブレイスNASA副長官、スミソニアン航空宇宙博物館（NASM）ディヴィッド・シャリノア副所長代理のウォルター・H・フリントNASM展示部長、田坂事務総長が挨拶を行う。夜には前夜祭を実施しチャールズ・デューク宇宙飛行士一家が参加。またマイケル・マンスフィールド駐日米大使をはじめイラク・インドネシア・ベトナム・ウガンダ・ベネズエラ・エチオピア・オーストラリア・ガボン・キューバ・グアテマラ・スーダン・スリランカ・ネパール・ラオスの各国駐日大使が出席。
  - 7月16日 - 一般公開開始。アポロ11号の打ち上げ日に合わせて設定された。茅理事長、男性・女性入場者代表各1名、笹川協会長、チャールズ・デュークがテープカット。
  - 8月26日 - テーマソング発表会実施。
  - 8月27日 - 入場者100万人達成。
  - 10月1日 - コンパニオン制服を冬服に衣替え。
  - 10月26日 - 入場者200万人達成。
  - 11月13日 - ドミトリー・ポリャンスキー駐日ソ連大使が来訪。
  - 11月26日 - 入場者300万人達成。
- 1979年
  - 1月3日 - 入場者400万人達成。
  - 1月12日 - 福田赳夫前総理が来場。
  - 1月14日 - 会期中最高の275,455人来場、入場者500万人達成。
  - 1月15日 - 閉会式実施。船の科学館1階講堂にて茅組織委員長、笹川協会長、稲村佐近四郎前総務長官が挨拶を行った。

第2期「国際児童年協賛宇宙科学博覧会」
- 1979年
  - 1月31日 - 東京都と埋立地賃貸借契約を再締結。
  - 2月1日 - 第2期開催準備を開始。
  - 2月15日 - 第2期基本案を決定。
  - 3月1日 - 会場・展示の改善工事を開始。
  - 3月10日 - 追加展示品搬入を開始。
  - 3月15日 - 前売り券発売。
  - 3月24日 - 高松宮妃台臨のもと開会式挙行。笹川協会長、茅組織委員長、三原朝雄総務長官・国際児童年事業推進会議長、ヘンリー・R・ラブイースUNICEF事務局長代理のデューク夫人、NASAロバート・フロッシュ長官とNASMシャリノア副所長代理のルイス・パーネル機器管理部長が挨拶を行った。その後デューク夫人、パーネル部長、美空ひばり、笹川協会長夫妻、少年・少女代表各1名、金田正一、遠藤実、南田洋子、具志堅用高がテープカット。
  - 4月29日 - 入場者通算600万人達成。
  - 5月1日 - 南極観測船宗谷の一般公開を開始。
  - 5月26日 - コンパニオン制服を夏服に衣替え。
  - 7月13日 - 入場者通算700万人達成。
  - 7月19日 - 大平正芳総理が来場。
  - 8月3日 - 入場者通算800万人達成。
  - 8月14日 - 入場者通算900万人達成。
  - 8月22日 - 入場者通算1000万人達成。
  - 8月31日 - 清子内親王が来訪。
  - 9月2日 - 第2期最終日、会期中最高の数225,435人来場、入場者通算1100万人達成。
  - 9月3日 - 笹川記念会館にて第2期閉会式を実施。笹川協会長、茅組織委員長、三原総務長官・国際児童年事業推進会議長、フロッシュNASA長官代理のジャスティン・L・ブルーム、フレデリック・C・デュラントNASM副館長、アメリカ海軍航空システムズ司令官フォーレスト・S・ピーターセン中将からの挨拶や三原総務長官から宇宙博協会への感謝状贈呈が行われた。
- 1980年
  - 1月29日 - 宇宙博協会第9回理事会にて解散を決議。
  - 7月24日 - 第2回清算人会にて収支精算書を決議、収入101億3649万円・支出100億9019万円で約4630万円の黒字とし約2607万円を日本海事科学振興財団・約2023万円を日本科学協会へ補償費として支出した。

## 主なイベント
第1期
- サテライトオープニング記念放送（7月13日 笹川良一・文化放送小柳編成局長）
- 日劇ダンシングチームダンス（7月16日）
- 文化放送「ペパーミントストリート青春大通り」生放送（7月17日-9月1日まで6回実施）
- 小柳ルミ子東京水上警察署一日署長（7月20日）
- チャールズ・M・デューク宇宙飛行士を囲む会（7月20日）
- 第3回辯天宗少年の船記念式典（7月23日）
- 文化放送「生ワイド歌謡大行進」生放送（7月24日-28日）
- 文化放送「気ままなジャンボ」生放送（8月1日）
- 宇宙博ナイターキャンペーン（8月2日、8月26日神宮球場ヤクルト-巨人戦）
- ブラジル移民70周年記念リオのカーニバル公演（8月10日）
- ドンガラ座ショー（8月11日-11月25日まで39回実施）
- 文化放送「土曜の午後は歌謡曲」生放送（8月12日）
- 文化放送「オレンジ通り五番街」生放送（8月14日-17日）
- タヒチアンダンスショー（8月15日-27日まで12日間実施）
- トランザムコンサート（8月19日-31日まで7公演）
- 仮面ライダーショー（8月22日）
- ロボット110番ショー（8月23日）
- とんちの一休さんショー（8月24日）
- レイジーコンサート（8月25日）
- ジェラルド・P・カー宇宙飛行士講演会（8月25・26日）
- 文化放送「善行け土曜日」生放送（8月26日）
- ムキムキマンショー（8月26日）
- 大納涼まつり（8月27日 寺内タケシとブルージーンズ、ジェラルド・P・カー他）
- スペースコンサート（8月28日-31日 松島トモ子、橋本てつや）
- 文化放送「朝は青春大通り」生放送（8月29日）
- 秘密戦隊ゴレンジャーショー（9月2日）
- 宇宙鉄人キョーダインショー（9月3日）
- サーカスコンサート（9月10日）
- チャーコンサート（9月14日）
- 文化放送「セイヤング」生放送（9月14日）
- 宇宙博テーマソング発表会（9月17日 奥野秀樹withレイコ）
- 西城秀樹ショー（9月24日）
- 郷ひろみショー（9月29日）
- 野口五郎ショー（9月30日）
- 大銀座まつり 音と光のパレード出場（10月6日 銀座中心部）
- ギャートルズショー（10月10日・22日）
- 宇宙博結婚式（10月28日 NASMデュラント副館長夫妻、新婚28組）
- 朝風まり歌とマジックショー（11月5日）
- 文化放送「夕焼けワイド」生放送（11月6日）
- ウルトラマン対大怪獣ショー（12月10日）
- 文化放送「スペースファンタジー」公開収録（12月17日）
- ジャンボマックスショー（1月1日-2日）
- ジャッカー電撃隊ショー（1月3日）
- 仮面ライダーショー（1月4日）
- ウルトラマンショー（1月7日）
- テレビ人気者大集合ショー（1月14日）
- 轟二郎チャンバラショー（1月15日）

第2期
- 春の全国交通安全教室（5月13日 劇団ピッカリ座）
- 松本零士アポロ劇場1日館長（7月21日）
- 佐々木功スペースコンサート（7月24日）
- ウルトラマン兄弟大集合（7月26日）
- 民族舞踊アフリカンジャンボショー（8月21日）
- ウルトラマンショー（8月22日）

## 関連楽曲
- テーマ曲「愛よ空へ翔べ」（歌：奥野秀樹とレイコ）
- 音頭「宇宙博音頭」（歌：橋幸夫、三沢あけみ）
- 宇宙～人類の夢と希望～（リミックス・作曲：坂本龍一）
- 幻想組曲「宇宙001」（作曲：遠藤実、編曲・指揮：斉藤恒夫、演奏：スペース・ファンタジック・オーケストラ、構成・鈴木克夫、声の出演：笹川良一、小池朝雄、瀬能礼子[1]）

## アクセス
- 国鉄品川駅・大森駅、京浜急行電鉄平和島駅、営団地下鉄東西線門前仲町駅から会場直通バスを運行。
- 東京港竹芝桟橋から水上バスを運行。